# Margaret Spellings
Margaret Spellings (Míchigan, 1957) es una  política estadounidense Fue secretaria de Educación de Estados Unidos durante la administración de George W. Bush.

## Biografía
Margaret Dudar Spellings nació en Míchigan, el 30 de diciembre de 1957 trasladándose a Houston cuando se encontraba en tercer grado. Spellings se graduó en la Sharpstown High School en 1975.
Margaret Spellings obtuvo su Bachillerato en Artes en Ciencias Políticas de la Universidad de Houston en 1979. Trabajó en una comisión de reforma educativa con el gobernador de Texas William P. Clements y como Directora Ejecutiva Asociada de la Asociación de Colegios de Texas. Antes de trabajar en la administración presidencial de George W. Bush, Spellings fue Directora política de la primera campaña presidencial de Bush en 1994, y luego sería consejera de Bush durante su periodo como Gobernador de Texas de 1995 a 2000.

## Secretaría de Educación
Siguió a Rod Paige como Secretaria de Educación, a pesar de que nunca fue profesora o administradora de escuela, Spellings fue nombrada en el puesto de Secretaria de Educación por George W. Bush el 17 de noviembre de 2004, confirmada por el Senado de Estados Unidos el 20 de enero de 2005, lo cual marcó también el inicio del segundo periodo presidencial de Bush, juramentando el 31 de enero del mismo año. Fue la segunda mujer al frente de la Secretaría de Educación.

### Comisión sobre el Futuro de la Educación Superior
En septiembre del 2005, Spellings anunció la formación de la Comisión sobre el Futuro de la Educación Superior de la Secretaría de Educación, la cual también se le conoce como Comisión Spellings.

## Véase también

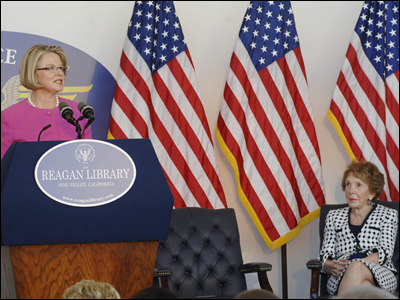
Discurso de Spellings en la Biblioteca Presidencial Ronald Reagan; la ex primera dama Nancy Reagan está sentada a la derecha.